# KVFE
Koordinaten: 29° 20′ 39″ N, 100° 59′ 31″ W
KVFE oder KVFE-FM ist ein US-amerikanischer nichtkommerzieller Hörfunksender aus Del Rio im US-Bundesstaat Texas. KVFE sendet auf der UKW-Frequenz 88,5 MHz. Eigentümer und Betreiber ist die World Radio Network, Inc.